# Stentor (ciliat)
|  | Aquest article tracta sobre el gènere d'organismes unicel·lulars. Si cerqueu l'herald mitològic grec, vegeu «Estentor». |

Stentor, és un gènere de ciliats heteròtrofs filtradors. Usualment, tenen forma de trompeta i poden arribar a tenir mides de fins a dos mil·límetres; són, per tant, uns dels organismes unicel·lulars més grossos que es coneixen. Es reprodueixen asexualment a través de fissió binària.

## Descripció
El cos, o còrtex, té, generalment, forma de trompeta, d'on prové el nom del gènere com a referència a l'herald mitològic grec estentor que, segons deia Homer, tenia la veu tan forta com la de cinquanta homes junts. Els Stentor poden arribar a tenir mides de fins a dos mil·límetres; són, per tant, uns dels organismes unicel·lulars més grossos que es coneixen. Els Stentor poden tenir diferents colors: per exemple, S. coeruleus pot semblar blau a causa de la presència d'estentorina, un pigment natural.
Usen un anell dels cilis prominents al voltant del pavelló (o campana) de la trompeta per assistir en l'alimentació i el moviment.
Són capaços de regeneració: petits fragments amputats poden créixer i convertir-se en nous organismes plens. Cada cèl·lula té un macronucli i diversos micronuclis (vegeu ciliats).

Com és el cas en molts protozous d'aigua dolça, els Stentor tenen un vacúol contràctil. Puix que la concentració de sal dins la cè·lula i a l'aigua dolça envoltant és diferent, els Stentor han d'emmagatzemar l'aigua que els entra per osmosis i llavors alliberar-la des del vacúol. 

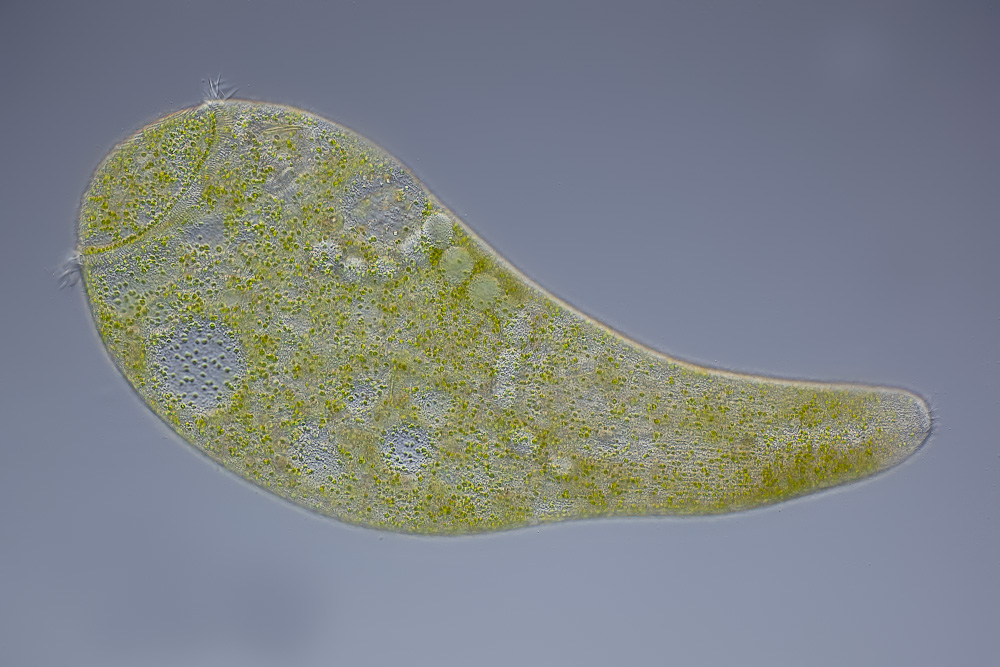
Stentor polymorphus amb algues simbionts
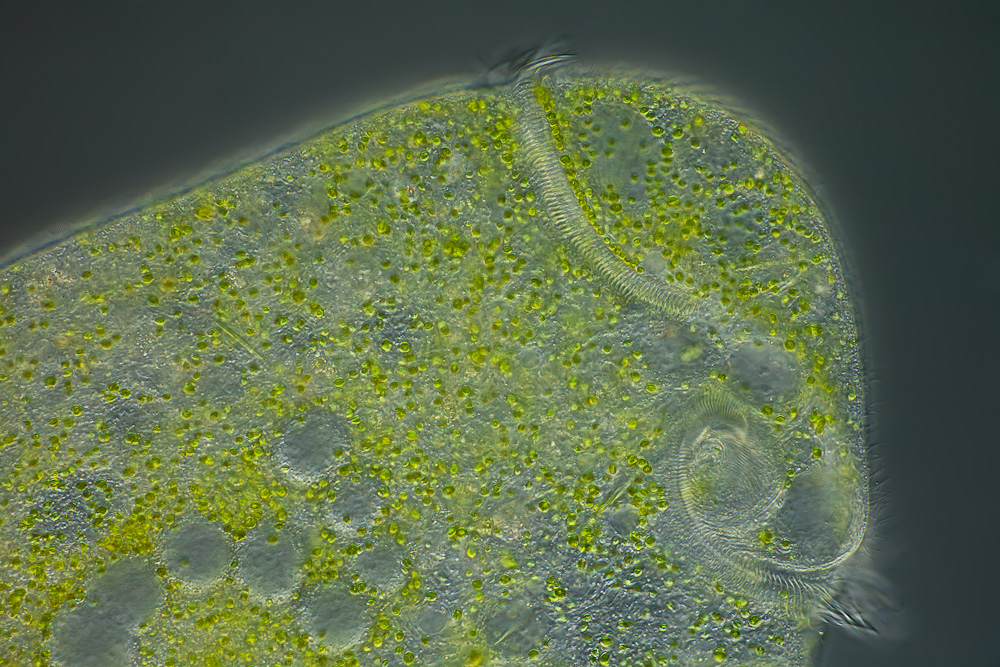
Stentor polymorphus amb algues simbionts
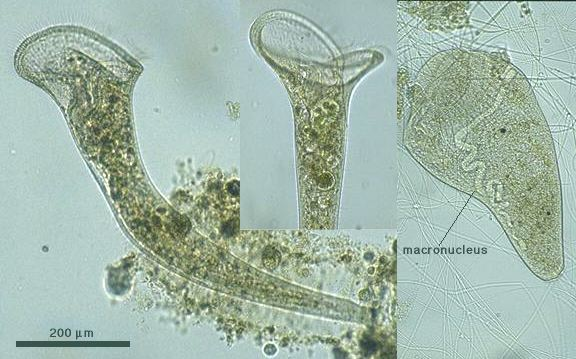
Stentor roeseli
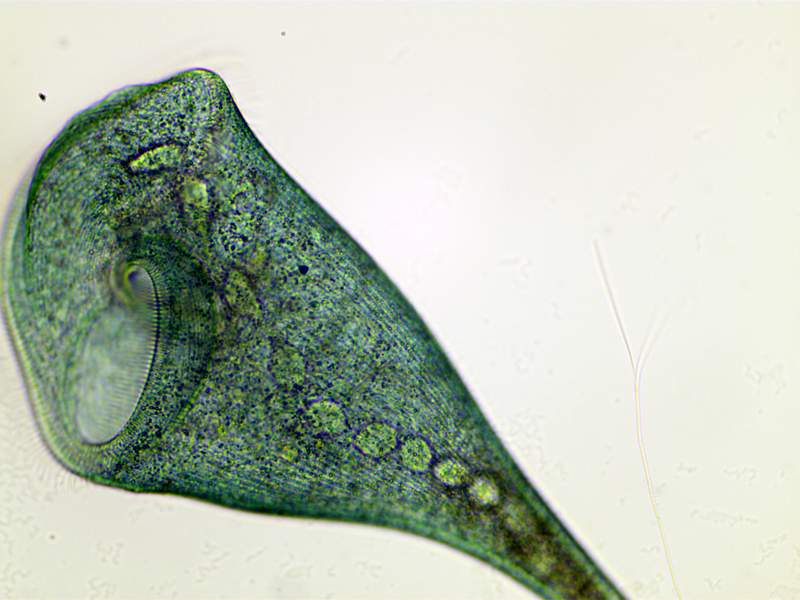
Stentor coeruleus

## Ecologia
Aquests protists són comuns a tot el món en llacs i rierols d'aigua dolça; S. multiformis és l'única espècie que s'ha trobat en biòtops marins, d'aigua dolça i fins i tot terrestres.
Normalment, s'adhereixen a filaments d'algues o detrits.
Algunes espècies de Stentor, com S. polymorphus, poden viure simbiòticament amb determinades espècies d'algues verdes Chlorella. Després de ser ingerides, les algues viuen mentre el seu hoste absorbeix els nutrients produïts, mentre que les algues, al seu torn, absorbeixen i s'alimenten de residus metabòlics del Stentor.
Els Stentor reaccionen a les pertorbacions exteriors cloent-se en forma de bola.

## Sistemàtica
El gènere conté més de vint espècies descrites.
- Stentor araucanus
- Stentor baicalius (syn. Stentor pygmaeus)
- Stentor barretti
- Stentor caudatus
- Stentor coeruleus
- Stentor cornutus
- Stentor elegans
- Stentor fuliginosus
- Stentor igneus
- Stentor introversus
- Stentor katashimai
- Stentor loricatus
- Stentor magnus
- Stentor muelleri (syn. Stentor felici)
- Stentor multiformis (syn. Stentor gallinulus, =S. nanus)
- Stentor multimicronucleatus
- Stentor niger
- Stentor polymorphus (syn. Stentor pediculatus)
- Stentor pyriformis
- Stentor roeseli

El gènere va ser anomenat el 1815 pel biòleg alemany Lorenz Oken (1779–1851).
L'espècie tipus del gènere és Stentor muelleri Ehrenberg, 1831. Segons anàlisis moleculars recents, el gènere sembla ser monofilètic i relacionat amb el gènere Blepharisma.

## Galeria de vídeos
|  |  |  |